# Афінський державний оркестр

Афінський державний оркестр (грец. Κρατική Ορχήστρα Αθηνών) — грецький симфонічний оркестр, що базується в Афінах.
Заснований 1893 року як оркестр Афінської консерваторії, в 1911 року перейменований в Афінський симфонічний оркестр, в 1925 році — в Концертне товариство (грец. Σύλλογος Συναυλιών), з 1947 має сучасну назву. Оркестром керували Георгіос Надзос, Арман Марсік, Дімітріс Мітропулос, Іван Бутніков, Феоктістос Ікономідес, Теодорос Бабаяннис, Вірон Фідецис.